# Veštački pneumotoraks
Veštački pneumotoraks ili artevicijalni pneumotoraks je terapijska i dijagnostička metoda koja je prvi put primenjana u lečenju tuberkuloze na početku 20. veka. Ovu metodu danas je zamenila savremena dijagnostička i terapijska torakoskopija. Sa porastom učestalosti invazivnih zahvata na grudnom košu u dijagnostičke i terapijske svrhe povećala se i učestalost javljanja posebnog oblika veštačkog pneumotoraksa - jatrogenog traumatskog pneumotoraksa, izazvanog lekarskom greškom.

## Istorija
Prvi lekar koji je pokušao da sagleda pleuralni prostor bio je Jakobeus 1910. godine, koji je u tu svrhu upotrebivši modifikovani Nitzeov
cistoskop. Iako je torakoskopija prvobitno bila zamišljena kao dijagnostička procedura, u narednih 40 godina ovu metodu upotrebljavali su ftiziolozi pri presecanju pleuralnih priraslica i izazivanju veštačkog pneumotoraksa. Tako je veštački pneumotoraks predstavljao u prvom redu terapijsku metodu u lečenju tuberkuloze na početku 20. veka. 
Sa pronalaskom efikasnog kauzalnog lečenja ttuberkuloze antituberkuloticima i usavršavanjem resekcione terapije, prestala je potreba za kolapsoterapijom (veštačkim pneumotoraksom), tako da je njena primena u lečenju tuberkuloze je prestala i postala skoro zaboravljena. Istovremeno je primena Abramsove i Copeove igle za perkutanu biopsiju plućne maramice pokazala je zavidnu efikasnost u dijagnostici malignih i tuberkuloznih pleuralnih izliva (2, 3). Dok je samo mali broj torakoskopista pedesetih i šezdesetih godina i dalje primenjivao dijagnostičku torakoskopiju, a u nekoliko centara je primenjivana i za sprečavaanje recidiva spontanog pneumotoraksa pleurodezom.
Ponovno interesovanje za torakoskopiju i njena sve šira primena počinje sedamdesetih godina, pre svega zahvaljujući:
- inovacijama u optičkoj i video tehnici
- napretku na polju lokalne anestezije i neuroleptičke sedacije, a pre svega radi razjašnjenja etiologije nejasnih pleuralnih izliva.[7][8]

## Tarpijski veštaćki pneumotoraks
Pedesetih i šezdesetih godina 20. veka veštački pneumotoraks se primenjivao u terapijske svrhe u nekoliko centara za lečenje tuberkuloznih kaverni i sprečavanje recidiva spontanog pneumotoraksa pleurodezom.

## Jatrogeni (veštački) pneumotoraks
Ovaj oblik veštačkog pneumotoraksa, je lekarskom greškom izazvan fistula, i zato nosi naziv jatrogeni pneumotoraks. On može nastati kao komplikacija nakon dijagnostičkih ili terapeutskih intervencija, npr. posle:
- Punkcije pleuralne šupljine
- Kateterizacije centralne vene
- Pleurocenteze i biopsije pleura
- Transbronhijalna endoskopske biopsije pluća
- Barotraume u toku hiperbarične oksigenoterapije
- Ugradnja pejsmejkera. Ovaj oblik pneumotoraks može nastati prilikom punkcije vene supklavije ili hematotoraks koji nastaje ukoliko se lacerira krvni sud pri implantaciji ili infekcija na mestu implantacije uređaja sa prodorom nekroze u pleuralni prostor.

Simptomi su slični onima kod spontanog pneumotoraksa, mada vrste i karakteristike simptoma zavise od starosti pacijenta, prisustva osnovnog oboljenja pluća, a veličine pneumotoraksa.

## Komplikacije
Hidro pneumotoraks
Istovremeno prisustvo vazduha i tečnosti u pleuralnom prostoru je hidro pneumotoraks.
Hematopneumotoraks
Prisustvo krvi i vazduha u pleuralnom prostoru (ematopneumotoraks) nastaje najčešće kod blast i drugih povreda zbog mehanmičkog oštećenja krvnih sudova. 
Piopneumotoraks
Prisustvo vazduha i gnoja (piopneumotoraks), može biti posledica infekcije iz udaljenih gnojnih ognjišta ili posledica primarnih gnojnih oboljenja pluća.
Medijastinalni emfizem
Prisustvo vazduha u medijastinumu (medijastinalni emfizem), izaziva osećaj stezanja u grudima, bol i poremećaje srčanog ritma.
Potkožni emfizem 
Kod potložnog emfizema, vazduh prodire u potkožno tkivo i lokalizuje se u regijama iznad pluća. Prate ga znaci podbulog lica i napeta koža koja kada se pritisne daje osećaj škripanja kao da hodamo po suvom snegu.

## Spoljašnje veze
|  | Molimo Vas, obratite pažnju na važno upozorenje u vezi sa temama iz oblasti medicine (zdravlja). |